# フィリピンの地理

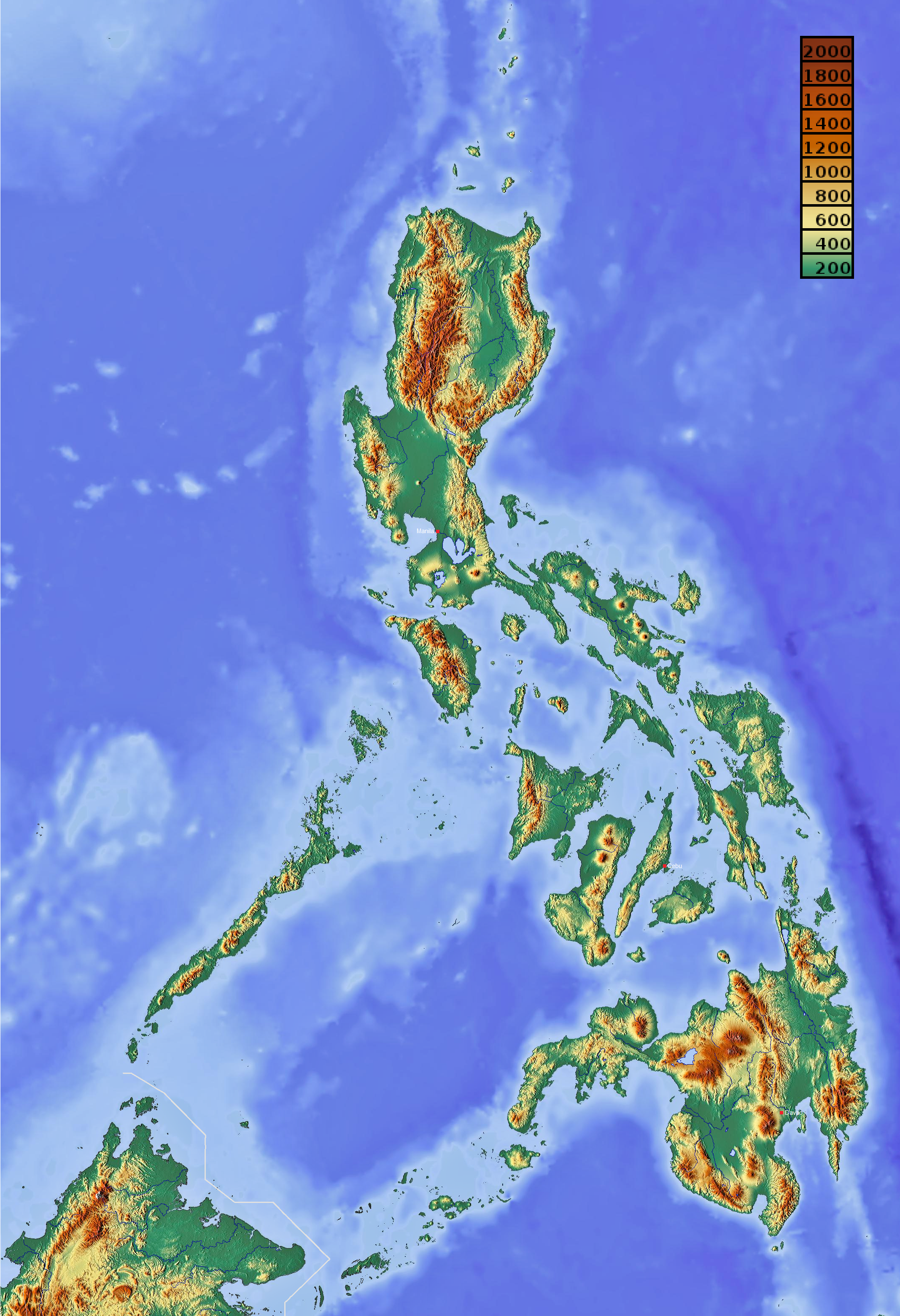
フィリピンの地形

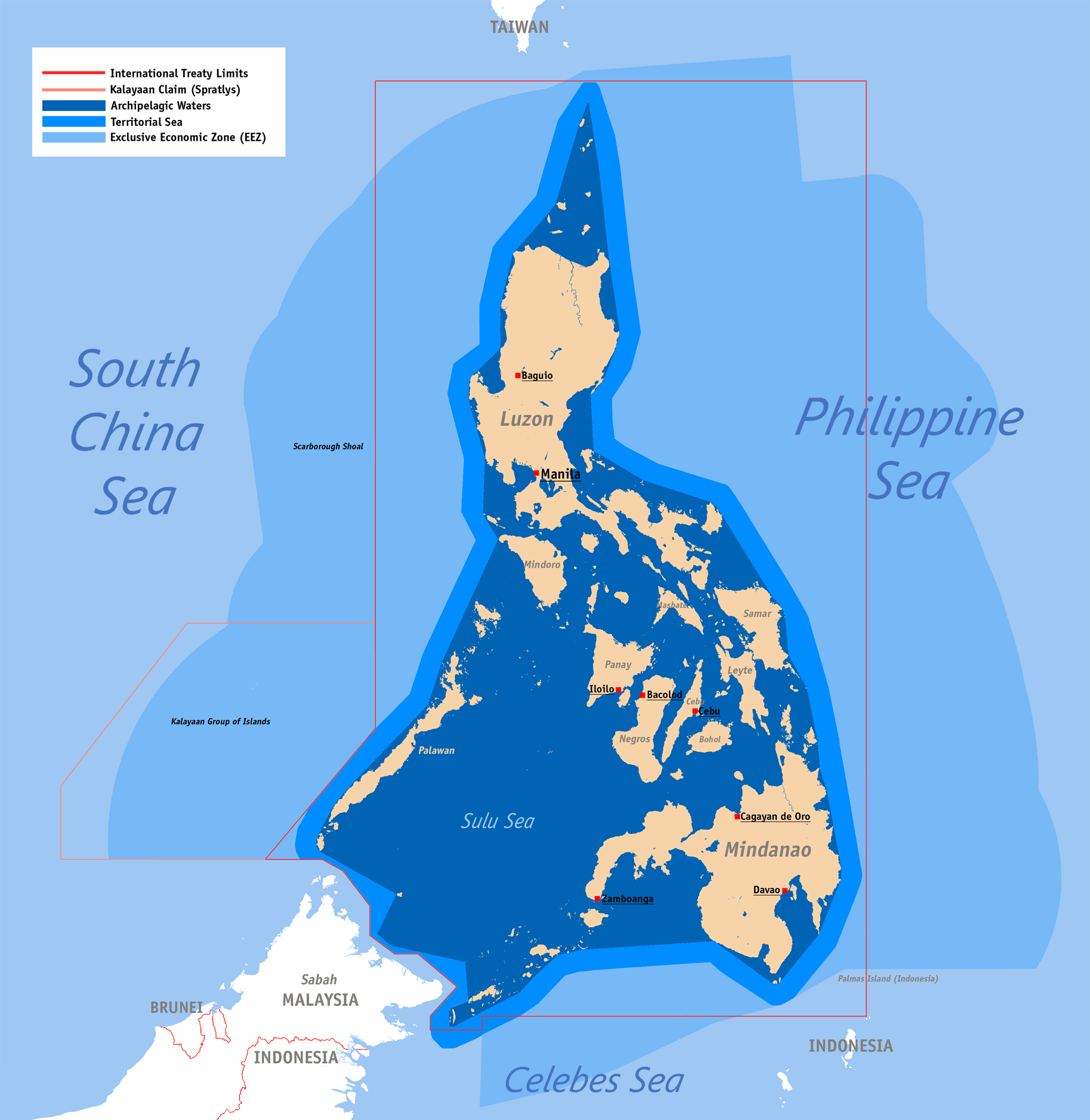
フィリピン領海線

フィリピンの地理（フィリピンのちり、英語: Geography of Philippines）では、多数の島々とそれらを大きく分けて3つのグループからなるフィリピンの地理について記述する。

## 概要
フィリピンは台湾とボルネオ島の間に位置する島国で、7641の島々から構成されている。周囲はバシー海峡、太平洋、スールー海、セレベス海、南シナ海と面する。アジア本土からは約800キロメートル、台湾とは約190キロメートルそれぞれ離れている。また、マレーシアとの最短距離は80キロメートルもない。緯度経度上ではおおむね東経116度から127度、北緯4度から22度の範囲にあり、距離にして南北1850キロメートル、東西1100キロメートル程度である。
国土面積は約30万平方キロメートルで、ルソン島やミンダナオ島など11の大きな島が陸地全体の90パーセント以上を占める。最も大きな島はルソン島で約105,000平方キロメートル、次に大きな島はミンダナオ島で約95,000平方キロメートルである。
環太平洋地震帯に属し地震や火山が多く、火山の中にはマヨン山やタール火山などの活火山もある。群島の東側には南北に連なってフィリピン海溝があり、サンゴ礁もある。

## 地形・地質

### 地質
地質的にはパラワン地域、西部地域、中央部地域、東部地域に4区分される。鈴木 (1989)によれば、古生代と確定している地層や岩石はパラワン島とその延長地域からしか知られておらず、三畳系も同様、ジュラ系もパラワン島以外にはルソン島北部からの報告に留まり、広く報告されているのは白亜系以降のものである。大部分は新生代第三紀以降の岩石や堆積物で覆われている。

### 地震

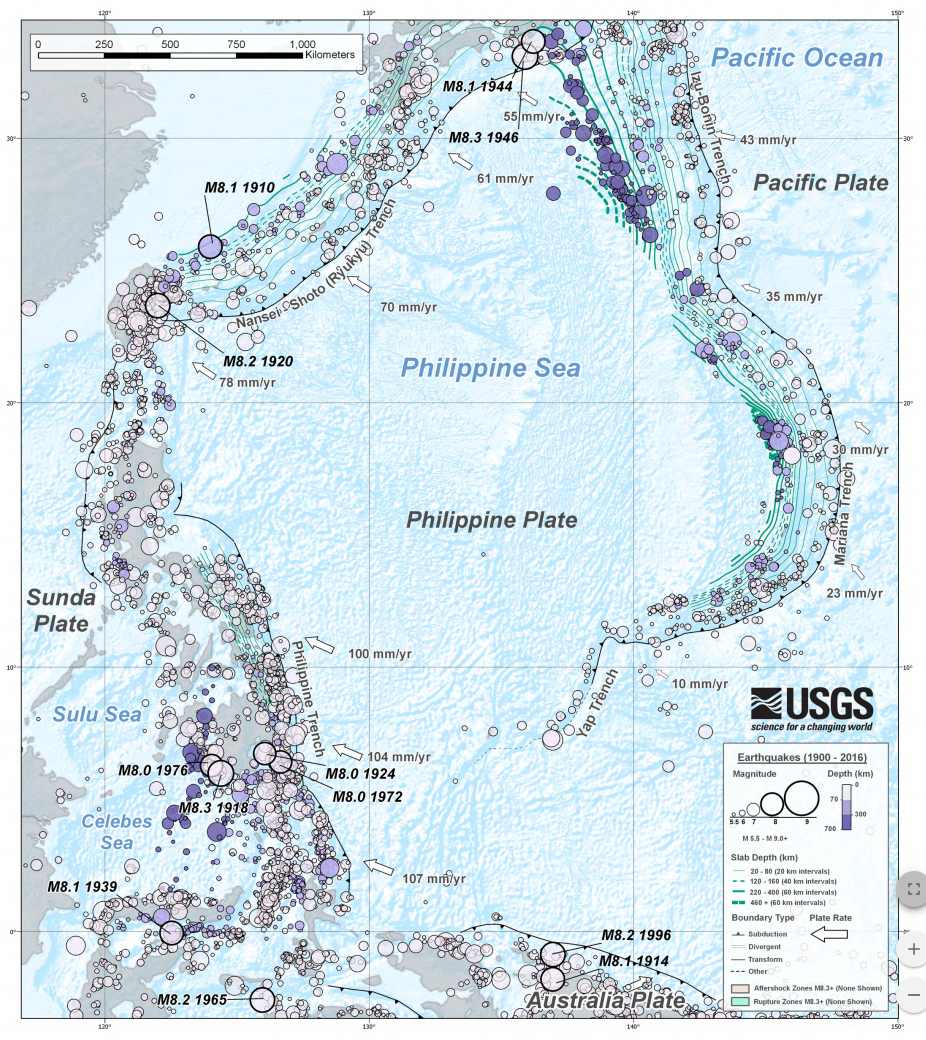
フィリピン周辺で起きたM5.5以上の地震の震央図（1900-2016）

フィリピンは環太平洋地震帯に属し、地震が多い。安定的で地震が少ないパラワン島などの南西部を除き、国のほとんど全域が地殻変動が活発な変動帯に当たる。ミンダナオ地震（1976年）やバギオ大地震（1990年）のような大きな被害や津波を伴う地震もしばしば発生する。マグニチュード6以上の地震は1973年から2011年11月末までに195回発生しており、このうち30回はマグニチュード7クラスだった。
西側ではユーラシアプレートが沈み込んでおり、マニラ海溝、ネグロス海溝、コタバト海溝に分かれて沈み込み帯が発達している。東側ではフィリピン海プレートが沈み込んでおり、東ルソン海溝とフィリピン海溝に分かれて沈み込み帯が発達している。主要な活断層としてはルソン島からミンダナオ島にかけて約1200キロメートルにわたり縦走するフィリピン断層 (Philippines Fault Zone)があり、1990年のバギオ大地震はこの断層を震源としている。活断層としては他にもマリキナバレー断層系などの存在が指摘されている。

### 山

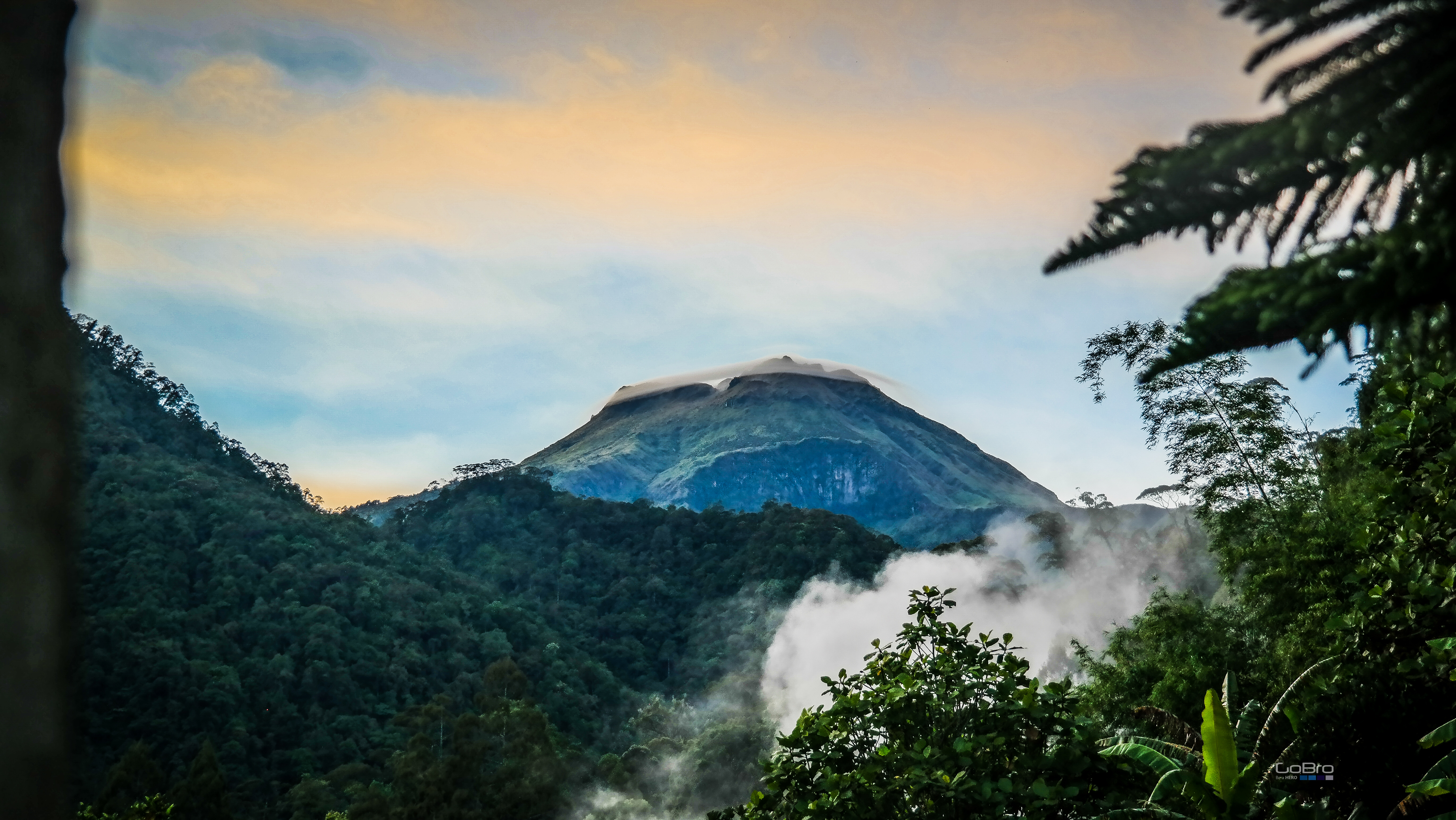
ミンダナオ島南部にあるアポ山は標高2954メートルで、フィリピン最高峰として知られる。

平地はルソン島北部のカガヤン・バレーやミンダナオ島のコタバト地方など以外には海岸部に限られ、国土の60%は山岳地形となっている。とりわけ周囲を囲む複数の背弧海盆が織り成す複雑なテクトニクスの影響で火山が多く、成層火山、カルデラ火山、楯状火山など、その形態も多様である。ルソン島中部からビリラン島、レイテ島、ミンダナオ島南部にかけての一帯では成層火山が、バタン諸島からルソン島南西部、ネグロス島、ミンダナオ島北西部にかけての一帯では成層火山に加えてカルデラ火山が、ミンダナオ島中北部からサンボアンガ半島、カリマンタン島にかけての一帯では溶岩原、楯状火山、単成火山が見られる。一連の火山帯は近接する海溝と関連付けられている。火山の数は220程度で、フィリピン火山地震研究所はそのうち、過去600年で噴火した記録がある、または年代測定で過去1万年以内に噴火したことが判明している24の山を活火山としており、ピナトゥボ山やカンラオン山などが含まれる。

### 河川・湖沼
国家水資源委員会（現・国家水資源評議会）は1976年に流域面積が40平方キロメートルを超える421水系を主要河川流域として、そのうち流域面積が1400平方キロメートルを超える18水系を大河川流域として確定している。大河川流域にはカガヤン川やミンダナオ川などがあり、合計流域面積は10万8498平方キロメートルである。南北に細長く、中央を火山が縦断する島が多い地形上、多くの河川は長さ30キロメートルから50キロメートルと短く、また急勾配な河川が多い。乾季と雨季が明瞭な地域では河況係数が大きく、安定的な取水が困難なことがある。湖の数は資料によって差はあるが100を超え、最大の湖はバエ湖の9万159.68ヘクタール、最深の湖はタール湖の200メートルとなっている。

### 森林
2020年時点の森林被覆面積は国土面積の24%程度にあたる7.18万平方キロメートルで、そのうち原生林が0.86万平方キロメートル、その他の二次林が5.94万平方キロメートル、人工林が0.38万平方キロメートルとなっている。森林の区分としてはマングローブ林、泥炭湿地林、低地常緑樹林、低山常緑樹林、高山常緑樹林、二次林・植林地がある。森林地を含む林地15.8万平方キロメートルは国家が所有しており、非森林地では森林再生が試みられている。
1934年時点では森林率が60%だったが、不法伐採や農地拡大目当ての開発などの種々の要因から、1970年時点で50%、1990年時点で27%と減少の一途をたどり、2000年に入ってからは森林面積は横ばいないし微増傾向にあるものの、2002年から2020年にかけて湿潤原生林が15万ヘクタールは消失したとの報告がある。

### 島嶼

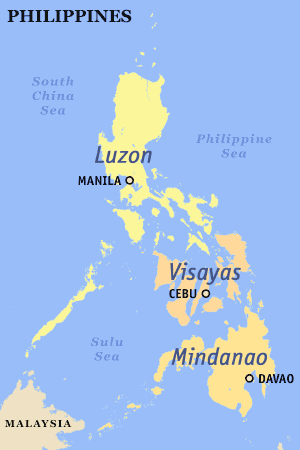
フィリピンの主な3つの島

フィリピン諸島はルソン、ビサヤ、ミンダナオに大別できる。島の数は7641で、有人島は2000島程度である。ルソン島やミンダナオ島などの主要11島で総面積の90%以上を占め、2.5平方キロメートル以上の広さを持つ島は462島のみである。また、5000島以上に名前がつけられていない。
ルソン諸島
ルソン島のほか、パラワン島、ミンドロ島、ボアク島（マリンドゥク州）、マスバテ島、ロンブロン島、カタンドゥアネス島、バタン島、ポリロ島などからなる。

ビサヤ諸島
フィリピン中央に位置するグループで、パナイ島、ネグロス島、セブ島、ボホール島、レイテ島、サマール島（Samar）、シキホル島、ビリラン島、ギマラス島などからなる。

ミンダナオ諸島
ミンダナオ島のほか、ディナガット島、シアルガオ島、カミギン島、サマール島（Samal）、および、バシラン地方、スールー地方、タウィタウィ地方から構成されるスールー諸島などからなる。

## 気候

ケッペンの気候区分で色分けされたフィリピンの地図

降雨量の傾向に応じて4区分されたフィリピンの地図

熱帯気候で、雨季と乾季に分かれるが、地勢やモンスーンなどの影響で地域差は大きい。乾季はさらに冷涼な期間と高温の期間に分けられ、前者をアミハン (Amihan、北東モンスーン)、後者を夏と呼ぶこともある。平均気温は摂氏25度から28度程度で、高地はより低温、平均湿度は70から80パーセント程度、特に3月から5月が高温多湿である。年間平均降雨量は2030ミリメートル程度だが、これも地域差が大きく、1000ミリメートルから4000ミリメートル程度までの幅があり、降雨量に応じて下記の通り4区分されている。
- はっきり雨季と乾季にわかれ、11月から4月にかけて乾季、それ以外は雨季（I型）
- 乾季はなく、降雨のピークは12月から2月にかけて（II型）
- 降雨のピークは不明瞭、おおよそ12月から2月、または3月から5月にかけての短期間少雨傾向（III型）
- 1年を通して降雨量がほぼ一定（IV型）

フィリピン東岸地域（太平洋側）は6月から9月にかけて卓越する南西モンスーン、10月から1月にかけて卓越する北東モンスーンのいずれからも影響を受けるため、はっきりとした乾季が見られず、西岸地域よりも多くの雨が降る。また、降水量の大きな要因のひとつに台風があり、これはカロリン諸島やマリアナ諸島周辺で発生する台風がフィリピンへ接近・上陸することが多いためで、年間約20個程度が接近し、うち4から5個程度が上陸する。特にレイテ島からバタン諸島にかけての一帯は最も台風の影響を強く受けている。
| 平年値 （月単位） | 平年値 （月単位） | ルソン島      | ルソン島      | ルソン島      | ルソン島      | ルソン島      | ルソン島      | ルソン島         | ルソン島      |
| 平年値 （月単位） | 平年値 （月単位） | アパリ        | ラオアグ      | トゥゲガラオ  | バギオ        | ダグパン      | マニラ        | レガスピ         | カバナツアン  |
| ----------------- | ----------------- | ------------- | ------------- | ------------- | ------------- | ------------- | ------------- | ---------------- | ------------- |
| 平均気温 （摂氏） | 最暖月            | 29.1（6月）   | 29.2（5月）   | 29.5（6月）   | 20.3（4-5月） | 29.5（5月）   | 30.3（5月）   | 28.9（5月）      | 29.9（5月）   |
| 平均気温 （摂氏） | 最寒月            | 24.5（1月）   | 25.1（1月）   | 23.7（1月）   | 17.6（1月）   | 26.0（1月）   | 26.9（1月）   | 26.0（1月）      | 26.5（1月）   |
| 降水量 （mm）     | 最多月            | 323.9（11月） | 601.3（8月）  | 276.4（10月） | 929.9（8月）  | 604.5（8月）  | 555.9（8月）  | 594.3（12月）    | 356.0（8月）  |
| 降水量 （mm）     | 最少月            | 26.4（3月）   | 2.3（2月）    | 25.6（3月）   | 25.8（1月）   | 6.6（1月）    | 16.1（4月）   | 152.3（4月）     | 16.6（2月）   |
| 平年値 （月単位） | 平年値 （月単位） | ビサヤ諸島    | ビサヤ諸島    | ビサヤ諸島    | ビサヤ諸島    | ミンダナオ島  | ミンダナオ島  | ミンダナオ島     | ミンダナオ島  |
| 平年値 （月単位） | 平年値 （月単位） | マクタン      | タグビララン  | イロイロ      | タクロバン    | スリガオ      | ヒナトゥアン  | ヘネラルサントス | サンボアンガ  |
| 平均気温 （摂氏） | 最暖月            | 29.2（5月）   | 28.8（5月）   | 29.1（4-5月） | 28.9（5月）   | 28.8（5,8月） | 28.3（5,8月） | 29.0（4月）      | 28.8（5月）   |
| 平均気温 （摂氏） | 最寒月            | 26.7（1月）   | 26.5（1月）   | 26.4（1月）   | 26.3（1月）   | 26.2（1月）   | 26.3（1-2月） | 27.2（8月）      | 27.8（1月）   |
| 降水量 （mm）     | 最多月            | 210.5（10月） | 177.3（12月） | 389.6（8月）  | 445.5（12月） | 603.6（12月） | 846.0（1月）  | 170.9（7月）     | 206.0（10月） |
| 降水量 （mm）     | 最少月            | 56.5（4月）   | 77.0（4月）   | 29.8（1月）   | 113.5（4月）  | 112.3（5月）  | 192.1（9月）  | 44.8（2月）      | 56.0（2月）   |

### 気候変動
1951年から2015年にかけて、平均気温は10年に摂氏0.1度のペースで上昇しており、今後は21世紀末までに1度から2度程度上昇し、また平均降水量はより不安定になるだろうと予測されている。2017年には世界で3番目に気候変動に脆弱な国と評価されており、海面上昇や熱帯低気圧の強大化などのリスクのほか、森林や土壌、また農業や水資源への影響が考えられている。特に海面上昇の影響は大きいと考えられ、国土地理・資源情報庁は1メートルの上昇で12万9114ヘクタール程度の土地が消失すると予測している。

## 生物相
大陸から隔離された複雑な形成過程を持つ島嶼で、地形や環境が多様なゆえに、生物多様性に富んでおり固有種の割合も多い。中には絶滅が危ぶまれている種もあり、2010年4月版のIUCNレッドリストには動植物100種が近絶滅種、117種が絶滅危惧種、480種が危急種に指定されており、フィリピン国内法でも数百種が保護されている。

### 動物相
自然保護団体のコンサベーション・インターナショナル(2007)によると、哺乳類は167種、鳥類は535種、爬虫類は237種、両生類は89種、淡水魚類は281種生息しており、それぞれ固有種は102種、186種、160種、76種、67種となっている。
沿岸や周辺海域の生態系も多様で、2009年の国家報告書によればサンゴ468種、岩礁関連の魚類1755種、軟体動物648種、海草19種、海藻820種が報告されている。これら沿岸・海洋生態系は劣化が報告されており、例として2005年に世界銀行が発表した報告書では乱獲や開発を背景に98%のサンゴ礁が危機に瀕していると推定されている。

### 植物相
コンサベーション・インターナショナル(2007)によれば、植物は9253種生息しており、そのうち6091種が固有種である。
国内で見られる樹種としては、フタバガキ科林ではサラノキ属 (Shorea)、パラショレア属 (Parashorea)、ホペア属 (Hopea)などがある。マツ林ではPinus kesiyaやPinus merkesiが優占種となっている。マングローブ林では主にヒルギ科7種が見られ、そのほかモラベ林がある (Vitex parviflora)。

## 行政区画

フィリピンの行政区分

フィリピンは15の行政管区、マニラ首都圏、バンサモロ自治地域の計17地方に分けられ、地方の下に州、市・町、バランガイが置かれる。それぞれ日本の都道府県、市町村、町内会・自治会に類似した機能を持ち、2020年6月末時点で81州146市1488町4万2046バランガイが存在する。市は州の監督を受ける構成市と原則受けない高度都市化市に分けられ、146市のうち33市が高度都市化市となっている。
ここでは17地方のデータを下記に示す。人口は2020年5月1日時点。
| 地方                   | 面積（km2） | 人口       |
| ---------------------- | ----------- | ---------- |
| マニラ首都圏           | 620         | 13,484,462 |
| イロコス地方           | 12,965      | 5,301,139  |
| カガヤン・バレー地方   | 29,837      | 3,685,744  |
| 中部ルソン地方         | 21,906      | 12,422,172 |
| カラバルソン地方       | 16,576      | 16,195,042 |
| ミマロパ地方           | 29,606      | 3,228,558  |
| ビコール地方           | 18,114      | 6,082,165  |
| コルディリェラ行政地域 | 19,818      | 1,797,660  |
| 西ビサヤ地方           | 20,778      | 7,954,723  |
| 中部ビサヤ地方         | 15,872      | 8,081,988  |
| 東ビサヤ地方           | 23,235      | 4,547,150  |
| サンボアンガ半島地方   | 16,904      | 3,875,576  |
| 北ミンダナオ地方       | 20,458      | 5,022,768  |
| ダバオ地方             | 20,433      | 5,243,536  |
| ソクサージェン地方     | 22,610      | 4,901,486  |
| カラガ地方             | 21,120      | 2,804,788  |
| バンサモロ自治地域     | 36,827      | 4,404,288  |

## 人口

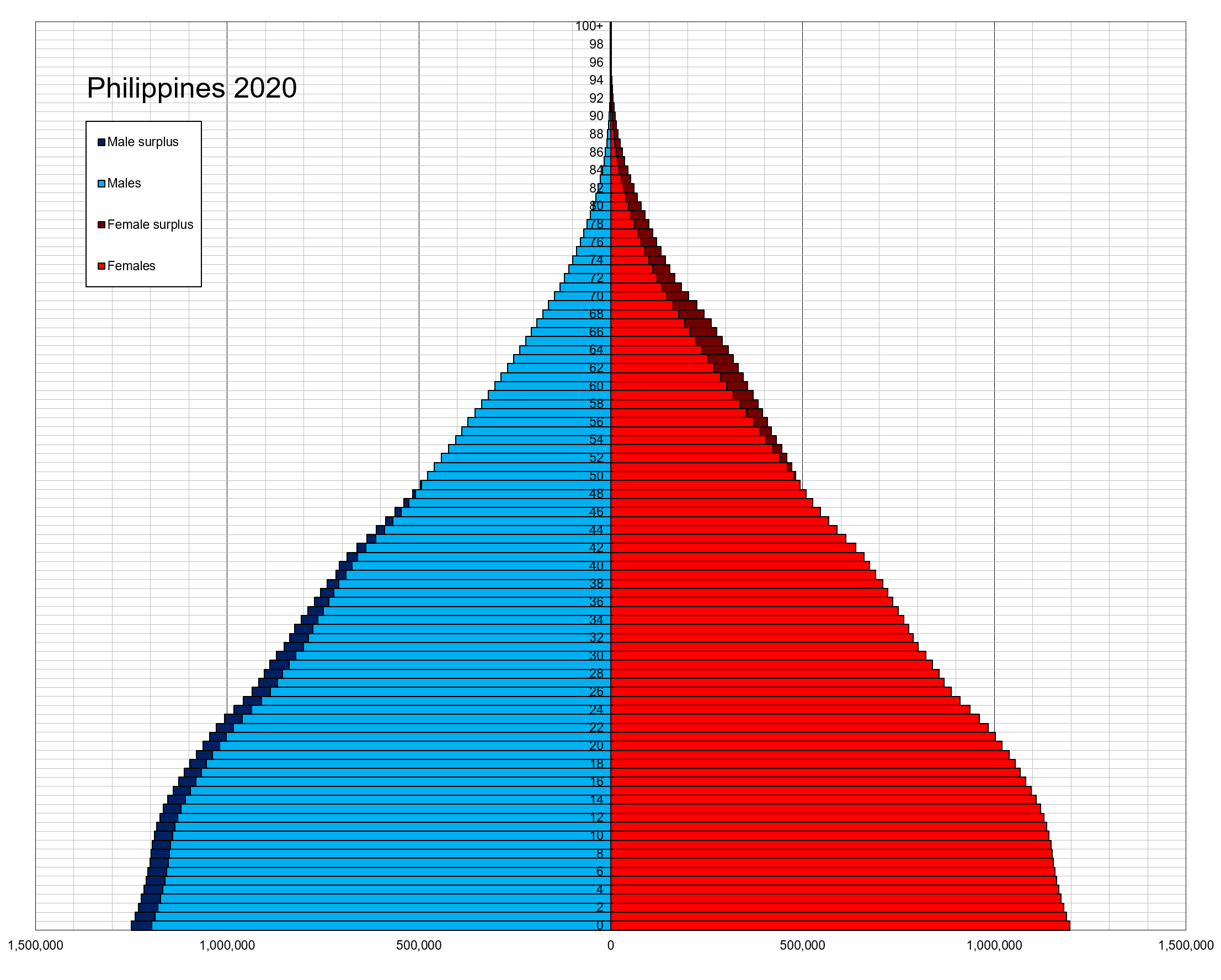
フィリピンの人口ピラミッド（2020年）

2020年5月1日時点の人口は1億903万5343人で、年間1.6%から1.7%程度の増加を示している。人口ピラミッドは高齢者ほど少なくなる典型的なピラミッド型を示し、人口の4割程度が18歳未満となっている。人口増加率は年々漸減しているが、増加傾向は2050年頃まで続くと予想されている。